# La Marseillaise 1991
De 12e editie van de La Marseillaise werd gehouden op 5 februari 1991 in Frankrijk. De wielerwedstrijd ging over 118 kilometer en werd gewonnen door de Belg Edwig Van Hooydonck gevolgd door Pierre Dewailly en Herman Frison.

## Uitslag
| La Marseillaise 1991 |                     |                       |          |
| Plaats               | Naam                | Ploeg                 | Tijd     |
| Winnaar              | Edwig Van Hooydonck | Buckler-Colnago-Decca | 3u22'20" |
| 2                    | Pierre Dewailly     | Histor-Sigma          | z.t.     |
| 3                    | Herman Frison       | Histor-Sigma          | z.t.     |
| 4                    | Robert Matwew       | Deutsche Telekom      | z.t.     |
| 5                    | Michel Dernies      | Weinmann-Merckx       | z.t.     |
| 6                    | Serge Demierre      | Helvetia-La Suisse    | z.t.     |
| 7                    | Viktor Klimov       | Seur-Otero            | z.t.     |
| 8                    | Stephen Hodge       | O.N.C.E.              | z.t.     |
| 9                    | Hartmut Bölts       | Deutsche Telekom      | z.t.     |
| 10                   | Pedro Díaz Zabala   | O.N.C.E.              | z.t.     |

1980 · 1981 · 1982 · 1983 · 1984 · 1985 · 1986 · 1987 · 1988 · 1989 · 1990 · 1991 · 1992 · 1993 · 1994 · 1995 · 1996 · 1997 · 1998 · 1999 · 2000 · 2001 · 2002 · 2003 · 2004 · 2005 · 2006 · 2007 · 2008 · 2009 · 2010 · 2011 · 2012 · 2013 · 2014 · 2015 · 2016 · 2017 · 2018 · 2019 · 2020 · 2021 · 2022 · 2023 · 2024 · 2025